# 스팀 (서비스)

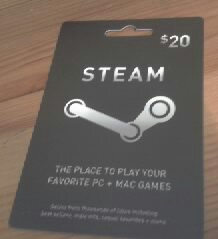
스팀에서 사용 가능한 기프트 카드(20달러)

스팀(영어: Steam)은 밸브 코퍼레이션에서 개발한 디지털 관리 멀티플레이어 플랫폼이다. 처음의 스팀 서비스는 2003년 9월 12일 시작되어 현재에도 서비스 되고 있으며, 일인칭 슈팅 게임부터 롤플레잉 게임, 레이싱 게임 그리고 독립 게임까지 다양한 게임을 디지털로 관리하며 배급한다. 테이크투 인터랙티브, 락스타 게임즈, 에이도스 인터랙티브, 인트로버전 소프트웨어, 스트레티지 퍼스트, 팝캡 게임즈, 캡콤, 이드 소프트웨어, THQ, 일렉트로닉 아츠, 유비소프트, 2K 게임즈, 워너 브라더스, 액티비전, 에픽 게임즈 등이 스팀에서 게임을 판매하고 있다.
수많은 게임이 이용 가능하며, 2억 명의 사람들이 가입, 동시접속자는 약 1000 ~ 1300 만 규모이다. 2010년 3월 8일에는 macOS도 지원하기 시작하였다. 2013년 2월 14일부터 우분투를 비롯한 리눅스에서도 플레이가 가능해졌다.

## 역사
밸브는 1998년 하프라이프 출시에 앞서 1997년 시에라 스튜디오와 배급 계약에 들어갔다. 이 계약은 배급 통제 외에도 지식재산(IP)권을 시에라에 부여하였다. 밸브는 시에라를 통해 추가 게임을 배급하였고 여기에는 하프라이프, 카운터스트라이크의 확장팩이 포함된다. 1999년 즈음, 밸브는 하프라이프 2와 새로운 소스 엔진 작업을 시작하였고 IP권과 관련하여 시에라와의 계약에 관한 걱정을 하게 되면서 두 회사는 2001년 새 계약을 재협상하기에 이른다. 이 새 계약은 시에라의 IP권을 축소시켰고 밸브에게 게임의 디지털 배급권을 부여하게 되었다.
이 즈음 밸브는 배급된 게임의 업데이트에 문제가 있었다. 다운로드 가능한 패치를 제공할 수는 있었지만 다인용 게임의 경우 새 패치로 인해 모든 이들이 패치를 적용받을 때까지 수일 간 온라인 사용자 기반 대부분이 접속 중단을 겪어야 했다. 밸브는 자동으로 게임을 업데이트하고 더 강력한 복사 보호와 치트 방지책을 구현하는 플랫폼을 만들기로 결심하였다. 2002년 발표 당시 사용자 투표를 통해 밸브는 사용자들 중 적어도 75%가 고속 인터넷 속도에 접근할 수 있고 앞으로 수년에 걸쳐 예정된 브로드밴드 확장에 따른 성장이 계속될 것으로 인식했으며 리테일 채널보다 더 빠른 속도로 게임 콘텐츠를 플레이어에게 전달할 수 있을 것으로 내다보았다. 밸브는 이 기능을 갖춘 클라이언트를 빌드하기 위해 마이크로소프트, 야후!, 리얼네트웍스 등 여러 기업과 접촉하였으나 성사되지는 못했다.
스팀의 개발은 2002년 시작되었고 당시 플랫폼의 가제는 Grid와 Gazelle였다. 2002년 3월 22일 게임 개발자 콘퍼런스에서 공식 발표되었고 같은 날 베타 테스트로 출시되었다. 스팀과 게임의 쉬운 연동을 증명하기 위해 렐릭 엔터테인먼트는 임파서블 크리처스의 특별판을 개발했다. 밸브는 AT&T, 에이서, 게임스파이 등 여러 기업과 파트너십을 맺었다. 이 시스템 상에 출시된 첫 모드(mod)는 데이 오브 디피트였다. 2002년, 밸브의 사장 Gabe Newell은 모드 팀들에게 스팀을 통한 게임 라이선스와 배급권을 995달러에 제공하고 있었음을 언급했다.
80,000~300,000명의 플레이어가 베타 테스트에 참가한 이후 2003년 9월 12일 스팀의 공식 릴리스가 출시되었다.
하프라이프 2는 스팀 클라이언트가 플레이하기 위해 설치를 요구한 최초의 게임이었다. 이 결정은 소프트웨어 소유권 관련 문제, 소프트웨어 요구사항, 과거 카운터스트라이크 롤라웃을 통해 증명된 서버 과부하 문제와 마주했다. 이 시기 사용자들은 게임 플레이를 시도하면서 여러 문제를 마주했다.
2005년을 기점으로 밸브는 래드돌 쿵푸, Darwinia 등의 제품들을 스팀에 출시할 수 있도록 여러 서드파티 배급자들과 계약 협상을 시작했다. 밸브는 매우 성공적인 밸브 게임들로 인해 스팀이 수익을 낼 수 있었음을 발표했다.

## 라이브러리
스팀은 수천가지 이상의 다양한 게임을 판매하고 있으며, 게임을 구매하면 사용자의 라이브러리로 해당 게임의 사용권이 등록된다. 사용자의 게임 라이브러리에서 언제, 어디서든지 계정 정보만 있으면 손쉽게 게임을 다운로드받아 즐길 수 있으며, 스팀에 등록된 게임은 실시간으로 자동 업데이트된다. 구매한 게임에 대한 정보를 한눈에 조회할 수 있고, 라이브러리를 사용자의 취향에 맞게 편집하여 더욱 손쉽게 즐길 수 있다.
또한 특정 게임 상품 구매 시 게임 개발 키트(SDK)를 제공받아 각종 유저 제작 컨텐츠를 제작, 편집할 수 있으며, 사설 서버를 제공받아 운영할 수 있다.

## 결제
스팀은 미국 달러, 유럽연합 유로, 영국 파운드, 러시아 루블, 일본 엔, 대한민국 원 등의 통화로 결제를 할 수 있다. 한국 이용자가 결제를 하기 위해서는 해외 결제를 지원하는 신용 카드, 혹은 체크 카드로 게임을 직접 구입하거나, 통화를 충전하여 결제에 사용할 수 있는 스팀 지갑(Steam Wallet)을 이용해야 한다. 게임을 구매하면 해당 게임의 사용권이 구매자의 계정에 등록되어 스팀이 설치된 기기에서 로그인하여 사용할 수 있다. 2015년 10월 1일부터 한화를 지원하기 시작했다. 직접 사용하기 위해 구매하지 않고 선물을 하기 위해 구매하는 경우 받는 사람의 전자메일이나 스팀 계정으로 게임을 보낼 수 있고, 바로 선물하지 않고 스팀 보관함에 보관했다가 나중에 보내거나 다른 사용자와의 거래에 사용할 수 있다.
스팀은 판매하는 게임이 국가별로 다른 경우가 있기 때문에, 일부 게임들은 특정 국가에서 판매가 제한된다. 판매 제한 국가에 해당하는 사용자가 해당 게임을 네트워크 우회 등의 비정상적인 방법을 사용하여 직접 구매할 경우 해당 스팀 계정은 차단될 가능성이 있다.

## 할인
스팀에선 다양한 게임을 자주 할인하여 판매한다. 매 주마다, 매 달마다, 계절마다, 기념일마다 할인 행사를 하며 여름 세일과 겨울 세일이 가장 규모가 크다. 때때로 배급사 특집으로 특정 배급사의 게임들을 할인하기도 한다. 할인율은 10%부터 100%까지 다양하며 어떨 때는 100% 할인해 무료로 배포하는 경우도 있다.

## 스팀 클라우드
스팀 클라우드는 스팀 내 클라우드 컴퓨팅 기술이다. 스팀에서 판매하는 대다수의 게임들은 스팀 클라우드 시스템을 지원하며, 이 시스템을 사용할 경우 게임의 진행 기록(저장 파일)이 자동으로 스팀 클라우드 서버에 업로드 된다. 따라서 하드웨어의 물리적 데이터 이동 없이 계정 정보만 있으면 어떠한 컴퓨터에서도 스팀에 저장된 클라우드 세이브 파일로 진행이 가능하다.

## 커뮤니티
스팀은 다양한 커뮤니티 활동환경이 마련되어 있고. 커뮤니티란에는 크게 Friends, Profile, Game hubs, Discussions, Workshop, Greenlight 로 나뉘어 있다.

### 친구(friend)
스팀이 지원하는 소셜 네트워크 서비스이다. 게임내, 커뮤니티, 혹은 아이디 입력을 통한 친구 추가를 통해 친구를 늘릴수 있으며 일반적인 기능은 메신저와 같다. 친구들의 스팀 활동 기록, 스크린샷, 동영상, 메시지들을 한 눈에 확인할 수 있으며, 댓글을 남기면서 의사소통을 나눌 수도 있고, 대화 기능도 포함되어있다.

### 프로필(Profile)
사용자 본인의 스팀 프로필을 편집할 수 있으며, 현재 보유한 게임, 등록된 친구, 가입된 그룹, 보관함, 스크린 샷, 동영상, 워크샵 내용을 확인할 수 있고, 사용자의 스팀 배지(스팀 자체 업적) 게임 플레이 통계, 추천 게임 내용 등을 조회할 수 있다. 최근에는 레벨 시스템도 도입하여 세일, 특정 이벤트에서 어떠한 조건을 완료하면 얻는 배지, 혹은 게임내의 도전 과제등을 클리어하여 경험치를 얻어 레벨업을 할 수 있다.

### 게임허브(Game Hubs)
Friends 기능과는 다르게, 특정 게임에 대한 전체 이용자들의 소셜 네트워크 서비스이다. 해당하는 게임의 뉴스 피드, 이용자들의 의견, 멀티미디어 자료등을 개요적으로 보여주며, 허브 내에서의 활동도 자유롭다.

### 토론(Discussions)
스팀의 공식적 포럼이다. 게임 공급사, 배급사와의 의사소통과 이용자들과의 각종 토론은 물론이고, 스팀 본사와의 1:1 혹은 공개적 질문 및 답변 확인이 가능하며, 기술적인 지원을 제공한다.

### 워크숍(Workshop)
플레이어들이 추가 컨텐츠를 만들어 배포하는 곳으로, 일반적으로 Mod, Skin 등이 해당된다. 주로 그 게임을 플레이하는 플레이어들이 컨텐츠를 만들어 배포하고, 스팀에 그 게임을 가지고 있는 모든 플레이어들은 자신의 계정에 추가하여 언제든 추가 컨텐츠를 이용할 수 있게 한다.

### 허가(Greenlight)
공급사 없이, 개인 또는 소수의 집단이 독립적으로 만든 게임(인디 게임)을 등재하여 스팀 이용자들의 의견을 취합, 스팀 본사에서 판단하여 스팀 상점에 공식적으로 판매 등록을 유도하는 서비스이다.

## 사건 사고
모르는 사람에게서 오는 링크를 클릭하면 악성코드로 인해 스팀 보관함과 충전해 놓은 월렛이 초기화 되는 피해가 속출하고 있다.

## 같이 보기
- 오리진

### 공식
- 스팀  - 공식 웹사이트
- (영어) The Steam Community - 스팀 소셜 네트워킹 서비스
- (영어) Valve Software - 밸브 공식 웹사이트
- (영어) Valve Developer Community/Steam - 밸브 개발자 커뮤니티 위키의 스팀 분류

### 커뮤니티
- (영어) Steam Users Forums - 공식 포럼
- (영어) The Steam Review - 스팀에 대한 리뷰와 분석
- (영어) The Steam Podcast - 스팀 팟캐스트